# Épilation par haute fréquence
 (mars 2023).
La mise en forme du texte ne suit pas les recommandations de Wikipédia : il faut le « wikifier ».
Les points d'amélioration suivants sont les cas les plus fréquents :
- Les titres sont pré-formatés par le logiciel. Ils ne sont ni en capitales, ni en gras.
- Le texte ne doit pas être écrit en capitales (les noms de famille non plus), ni en gras, ni en italique, ni en « petit »…
- Le gras n'est utilisé que pour surligner le titre de l'article dans l'introduction, une seule fois.
- L'italique est rarement utilisé : mots en langue étrangère, titres d'œuvres, noms de bateaux, etc.
- Les citations ne sont pas en italique mais en corps de texte normal. Elles sont entourées par des guillemets français : « et ».
- Les listes à puces sont à éviter, des paragraphes rédigés étant largement préférés. Les tableaux sont à réserver à la présentation de données structurées (résultats, etc.).
- Les appels de note de bas de page (petits chiffres en exposant, introduits par l'outil «  Source ») sont à placer entre la fin de phrase et le point final[comme ça].
- Les liens internes (vers d'autres articles de Wikipédia) sont à choisir avec parcimonie. Créez des liens vers des articles approfondissant le sujet. Les termes génériques sans rapport avec le sujet sont à éviter, ainsi que les répétitions de liens vers un même terme.
- Les liens externes sont à placer uniquement dans une section « Liens externes », à la fin de l'article. Ces liens sont à choisir avec parcimonie suivant les règles définies. Si un lien sert de source à l'article, son insertion dans le texte est à faire par les notes de bas de page.
- La présentation des références doit suivre les conventions bibliographiques. Il est recommandé d'utiliser les modèles {{Ouvrage}}, {{Chapitre}}, {{Article}}, {{Lien web}} et/ou {{Bibliographie}}. Le mode d'édition visuel peut mettre en forme automatiquement les références.
- Insérer une infobox (cadre d'informations à droite) n'est pas obligatoire pour parachever la mise en page.

Pour une aide détaillée, merci de consulter Aide:Wikification.
Si vous pensez que ces points ont été résolus, vous pouvez retirer ce bandeau et améliorer la mise en forme d'un autre article.
 (avril 2023).
Si vous disposez d'ouvrages ou d'articles de référence ou si vous connaissez des sites web de qualité traitant du thème abordé ici, merci de compléter l'article en donnant les références utiles à sa vérifiabilité et en les liant à la section « Notes et références ».
L'épilation par haute fréquence, aussi appelée épilation par électrolyse ou épilation à l'aiguille, est une technique d'épilation consistant à détruire les cellules germinatives des poils à l'aide de la chaleur. La technique pour générer la chaleur nécessaire, dont on doit les premiers développements au docteur Michel (en) vers 1875, a connu une grande évolution, en passant de l’électrolyse pure à la thermolyse, puis à la combinaison des deux courants (blend) pour en arriver à des courants haute fréquence.

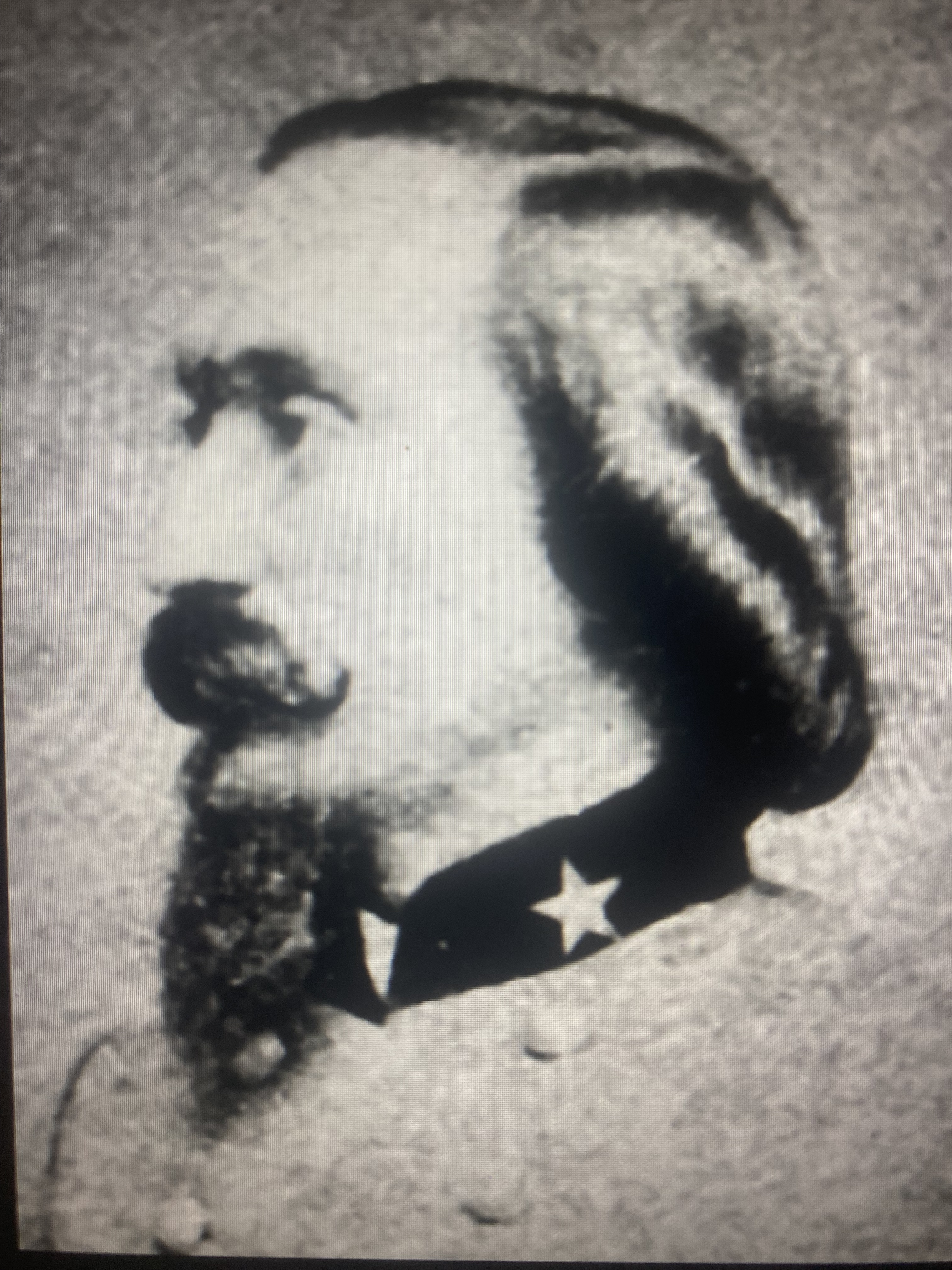
Major Charles Eugène Michel [1833-1913] il s'installe à Saint-Louis et crée son propre cabinet d'ophtalmologie. Il a également été professeur d'ophtalmologie au Missouri Medical College de 1869 à 1907 (Missouri History Museum).

## Histoire

### Origines
En 1875, un ophtalmologiste américain de Saint-Louis, le docteur Charles Eugène Michel (en), publie de premiers résultats sur l'épilation par électrolyse montant que l'insertion d'une fine aiguille chargée négativement de courant galvanique dans les follicules de cils pouvait produire une réaction physico-chimique au niveau de la racine du poil et détruire les cellules régénératrices qui en assurent la croissance.[réf. nécessaire]
À la suite de la publication de son rapport détaillant sa décomposition électrochimique des follicules pileux dans le St. Louis Clinical Record en 1875, le docteur William A. Hardaway (1850-1923) essaie la technique du docteur Michel dans son propre cabinet, puis présente ses bons résultats lors de la deuxième réunion de l'American Dermatological Association.[réf. nécessaire]

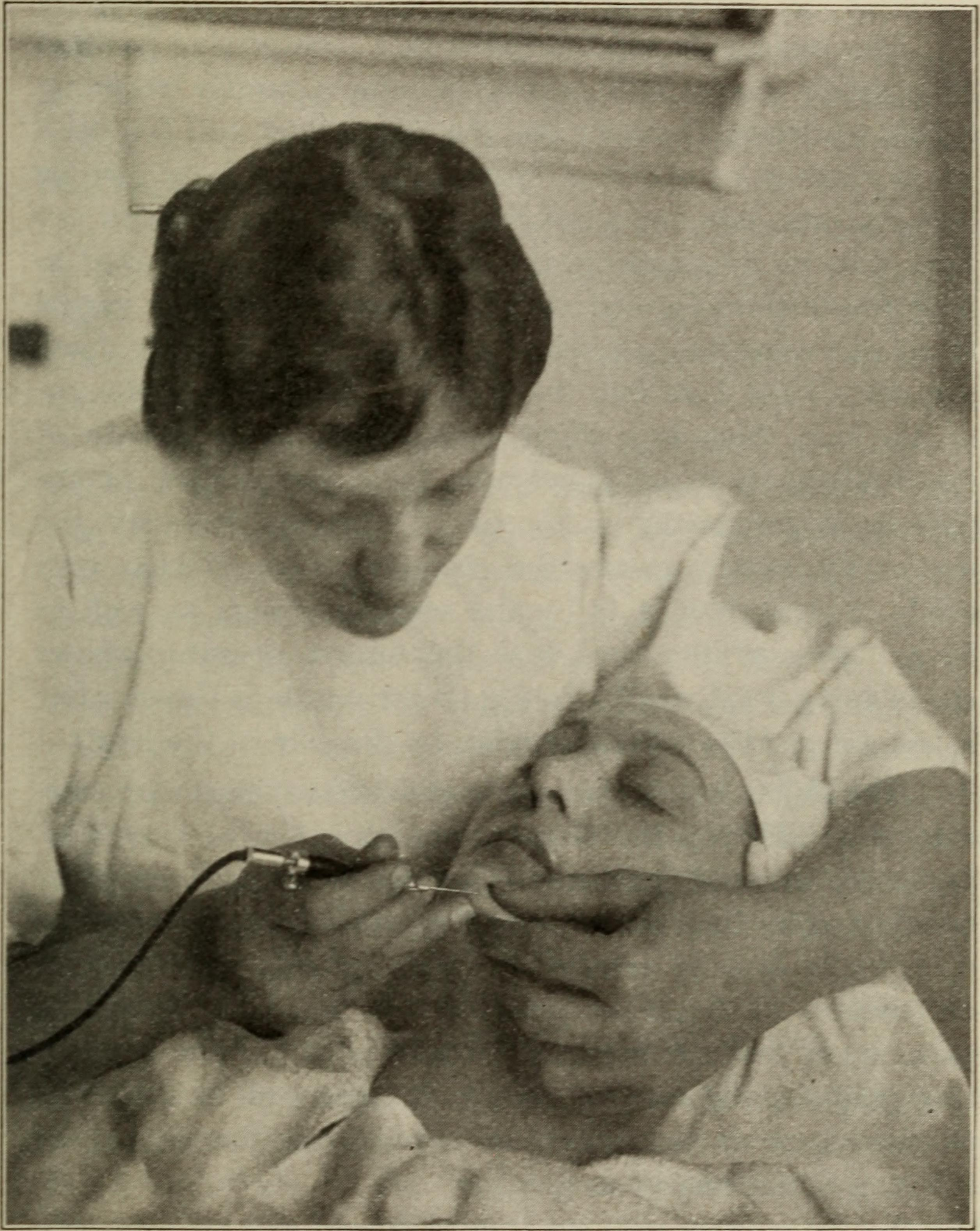

Les premières machines d'électrolyse développées par les docteurs Michel et Hardaway fonctionnent sur batterie, générant ce que les médecins de l'époque appellent un « courant galvanique », du nom de Luigi Galvani (1737-1798). De nombreux médecins du XIXe siècle connaissaient les batteries galvaniques et l'électrothérapie, il leur était donc relativement facile de mettre en place une machine d'électrolyse fonctionnelle.
Ce n’est qu’en 1916, que le professeur Paul N. Kree, technicien et inventeur américain, développe la méthode d'électrolyse à aiguilles multiples qui est utilisée pendant de nombreuses années, puis abandonnée au profit de méthodes plus rapides.[réf. nécessaire]

### Ondes courtes alternatives
Plusieurs méthodes d'amélioration ont été effectuées en se servant d'un courant de haute fréquence qui diffusait une chaleur dans les tissus alors que l'aiguille restait froide.
Au début des années 1890, Jacques Arsène d'Arsonval se sert des ondes hertziennes dans diverses expériences sur le corps humain. Il démontre que les phénomènes d'excitation neuromusculaire engendrés par un courant alternatif de moyenne fréquence sont éliminés si l'on augmente substantiellement la fréquence. Il démontre que le courant de 10 000 cycles par seconde ne produit plus aucune contraction musculaire, mais par contre, une sensation de chaleur. Le degré de chaleur pouvait atteindre 50 °C et plus, ce qui avait pour effet de coaguler les albumines de la racine du poil, ce qui amène sa destruction permanente. En 1923, le médecin français Henri Bordier fut le premier à utiliser la diathermie à ondes courtes (courant de haute fréquence) pour traiter les poils en et en a ainsi publié une étude sur ce sujet.
La thermolyse était née. Le docteur Peytoureau, aussi d'origine française, mit au point en 1938 un procédé d'électrocoagulation de la papille du poil à l'aide d'un appareil ressemblant à un émetteur radio à ondes courtes.

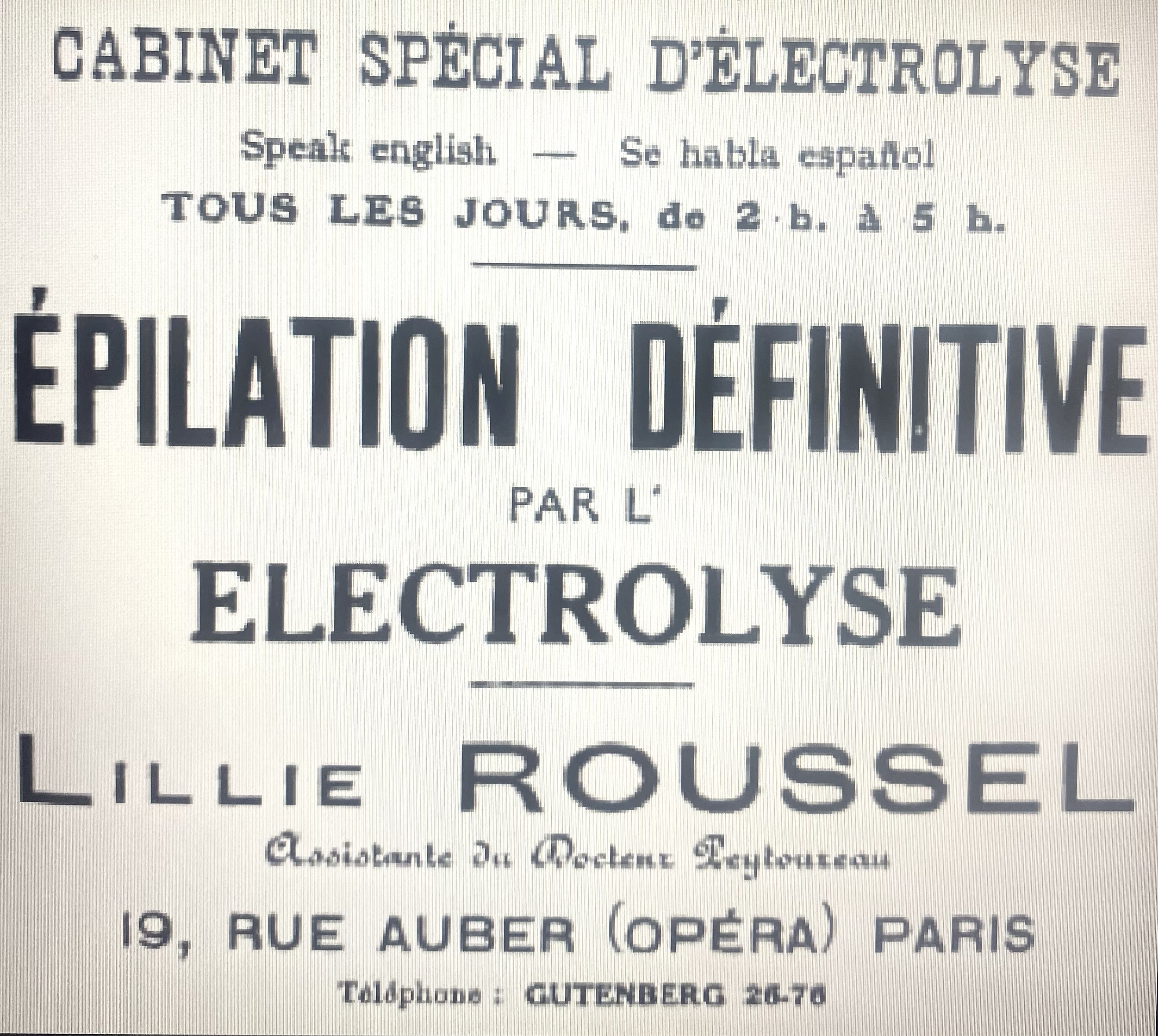

### Courants combinés (blend)
C'est un Américain, Henri  E. St-Pierre, un des pionniers dans l'utilisation du courant de haute fréquence, qui envisagea la possibilité de combiner le courant galvanique à celui de haute fréquence afin d'allier l'efficacité de l'un avec la rapidité de l'autre. Il s'associa avec Arthur Hinkel, ingénieur américain, afin de mettre au point un appareil qui combinait ces deux courants. Le développement de ces techniques de travail posa de nombreux problèmes et l'expérimentation s'échelonna sur plusieurs années. En 1948, on accorda un brevet d'invention à Henri E. St-Pierre et Arthur Hinkel mais l'utilisation de l'appareil à courants combinés n'a vraiment débuté que vers les années 1970 au Québec.

## Fonctionnement

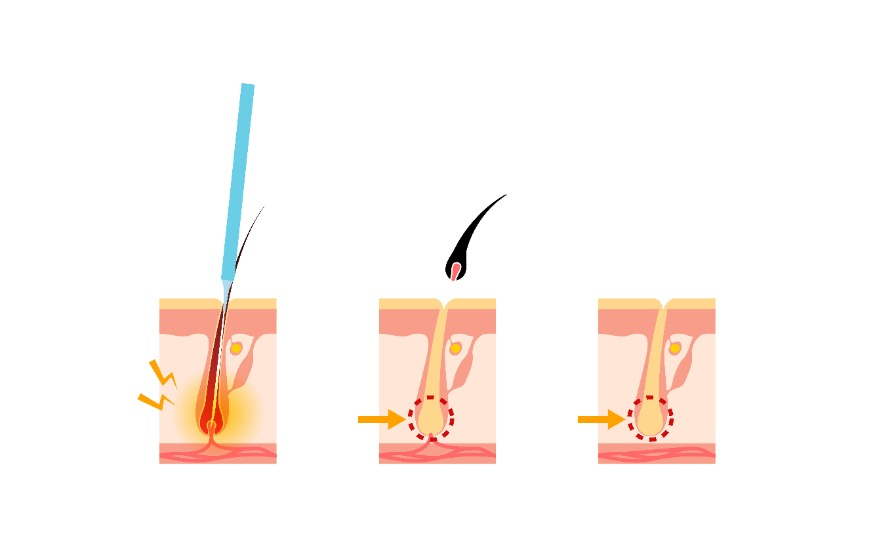

L'épilation à haute fréquence consiste à détruire le poil en phase anagène (début de croissance du poil). Elle est une méthode épilation définitive fonctionnant pour diverses types de poils (longueur, épaisseur), localisations (visage et corps) et peaux (phototypes clairs et foncés).
Durant le traitement un filament à usage unique est glissé tout le long du follicule pileux et une onde électrique est lancée vers le bulbe pour détruire les cellules germinatives gravitant autour grâce à la chaleur impulsée. L'intensité choisie dépend de plusieurs critères comme la longueur et l'épaisseur du poil. Le microfilament est retiré du follicule pileux après le passage de l'onde électrique et le poil sera retiré par la suite. En fonction de la quantité de poils et de la zone à effectuer, le traitement peut être plus ou moins long car chaque poil est traité un par un. Cette méthode peut être utilisée en complément ou après un traitement effectué au laser et/ou à la lumière pulsée.

## Utilisation
L'épilation par haute fréquence (électrolyse) est considérée comme une opération esthétique et, dans certaines conditions, comme un traitement médical car elle permet de traiter des pathologies telles que l'hirsutisme, la folliculite, ou encore les poils incarnés,,,.